# Blackbird (canção de Norma John)
Blackbird é uma canção do duo Norma John. Eles irão representar a Finlândia no Festival Eurovisão da Canção 2017.